# 福雷斯特·嘉康利

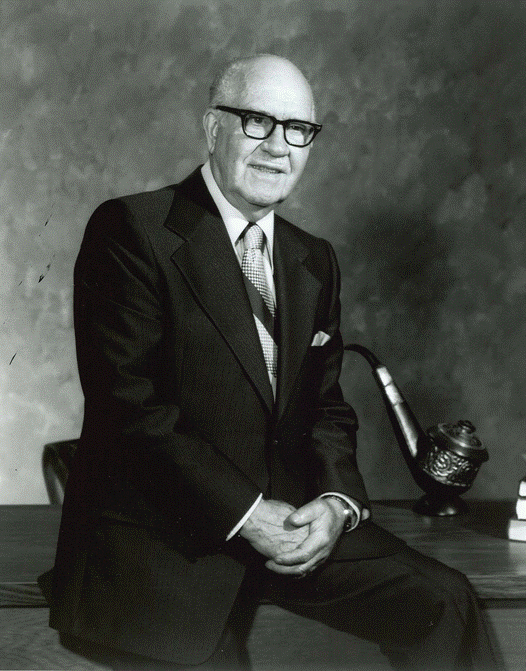
嘉康利

福雷斯特·克莱尔·嘉康利（英語：Forrest Clell Shaklee，1894年11月27日—1985年12月5日）是一位脊骨神經醫學教授，同時也是美國自然療法博士、神學博士、哲學家和企業家。嘉康利被譽為美國第一瓶维生素的發明者。1955年，他和他的兒子們一起創辦了嘉康利公司。

## 生平

### 早年
嘉康利出生於美國愛荷華州的卡萊爾，父母為羅伯特（Robert）和瑪莎（Martha）。嘉康利出生時被診斷出患有肺結核，被醫生判定不會活太久，他的父母認為唯一方法是讓孩子獲得良好的食物、新鮮空氣和充足的休息，希望藉此能夠讓肺結核康復。因此他們搬到愛荷華州北部道奇堡郊外的小鎮摩爾蘭，遠離卡萊爾煤礦的煙塵。
青少年時，嘉康利的肺結核已經完全康復了。這樣的經歷，讓他對於健康、活力、智力和適當補充良好營養之間的關係，有了相當深的興趣，也培養成一種積極的、正面的哲學思考。
嘉康利博士閱讀了伯納爾·麥克法登(Bernarr MacFadden)的作品，他主張藥物通常會掩蓋或遮蔽症狀，但對治愈患者幾乎沒有作用。受到其資訊及信念的影響，再加上多年對自然環境的觀察和接觸，增加了他對於脊骨神經醫學的興趣，並且希望能透過自然的方法來幫助人們維持健康。

## 事業開創時期edit
1912年，嘉康利閱讀到波蘭科學家卡西米尔·冯克的發現，方克將他從天然物質分離出的營養稱之為“维生素”。於是嘉康利開始與方克通信，並表示有興趣將方克的研究實際應用於產品上。
1915年6月從帕默脊骨神经医学院畢業後，嘉康利創造了美國第一瓶复合维生素「維多益」（Shaklee’s Vitalized Minerals），開始讓病患使用以補充營養。1916年，22歲的嘉康利成立了他的第一家診所。與此同時，嘉康利與露絲·查平（Ruth Chapin）在一次教堂聚會上結識，並於一年後生下了他們的第一個兒子。
1918年，嘉康利家族搬到美國愛荷華州道奇堡(道奇堡) 48公里處，在那裡嘉康利建立了第二家規模更大的療養院，配備了32間治療室和15個床位，開始大量治療營養不良的患者。
1921年12月，嘉康利的次子羅利（Raleigh）出生。嘉康利開始積極參與當地的教會。1928年，一家新教堂在美國愛荷華州波特蘭設立，嘉康利被要求擔任周日的全職牧師。1929年，教會長老正式任命嘉康利為牧師。

## 對營養的興趣日益增加edit
1929年冬天，一場大火燒毀了嘉康利在美國愛荷華州的診所。嘉康利沒有重建，而是決定到其他地方看看。他選擇了俄勒岡州的尤金，因為他知道那裡肥沃的土壤和有利的條件，可以種植出更優質的草藥和蔬菜，讓他做營養補充劑使用。然而，雨水影響了他的健康，因此他搬到加州的奧克蘭，繼續研究營養與人類健康之間的關係。在此期間，嘉康利的名聲也越來越大，經常以營養和維生素的使用為題向群眾發表演說。
1933年，嘉康利獲得了三個不同的學位：包含脊骨神經醫學、自然療法和神學博士學位。1935年，他在加州奧克蘭開設了嘉康利診所，同時在加州脊骨療法學院擔任生物化學教授。

## 思想之道-哲學的思考
1941年，他的妻子露絲在過馬路時因交通意外死亡。在哀悼的期間，嘉康利發展了一種“思想之道”的哲學，開始撰寫一系列關於思想對個人健康和幸福的影響的文章，其核心是更加了解自己的情緒、環境和目標，以現代的術語來說即是正念。1947年，嘉康利寫了「哲學的思考”，自此這個概念開始流行，嘉康利共出版了有關哲學的思考四本書籍，並以此為題發表演說。嘉康利於1957年8月8日再婚，對象是來自不列颠哥伦比亚省的加拿大人多蘿西·波特（Dorothy Potter）。
1955年，62歲的嘉康利和他的兩個兒子開始創辦公司，致力於生產、製造和銷售營養補充品。嘉康利公司於1956年4月1日成立。其第一個產品即是在美國研發和製作的全美第一瓶綜合維生素，由蛋白質、維生素和卵磷脂混合而成。同年嘉康利再研發了「維特力」（Vita-Lea）綜合營養片，並加入了更多種維生素原料。